# Keeagile Kobe
Keeagile Kobe (ur. 24 września 1990 w Molepolole) – botswański piłkarz grający na pozycji pomocnika w klubie Botswana Defence Force XI FC.

## Kariera klubowa

### Gilport Lions FC
Kobe grał w Gilport Lions FC w latach 2010–2014. Zdobył z nimi wicemistrzostwo w sezonie 2011/2012.

### Botswana Defence Force XI FC
Kobe przeszedł do Botswana Defence Force XI FC 1 lipca 2014. W sezonie 2014/2015 strzelił 9 goli, w następnym 10, w 2016/2017 zaliczył 11 trafień a w sezonie 2019/2020 trafił do siatki siedmiokrotnie.

## Kariera reprezentacyjna

### Botswana
Kobe zadebiutował dla reprezentacji Botswany 30 września 2017 w meczu z Etiopią (wyg. 2:0). Pierwszą bramkę zdobył 18 listopada 2018 w przegranym 2:1 spotkaniu przeciwko Mauretanii.
| Mecze i gole w reprezentacji | Mecze i gole w reprezentacji | Mecze i gole w reprezentacji | Mecze i gole w reprezentacji | Mecze i gole w reprezentacji | Mecze i gole w reprezentacji | Mecze i gole w reprezentacji | Mecze i gole w reprezentacji              |
| Botswana                     | Botswana                     | Botswana                     | Botswana                     | Botswana                     | Botswana                     | Botswana                     | Botswana                                  |
| Lp.                          | Data                         | Miejsce                      | Gospodarz                    | Gość                         | Wynik                        | Gol                          | Rozgrywki                                 |
| ---------------------------- | ---------------------------- | ---------------------------- | ---------------------------- | ---------------------------- | ---------------------------- | ---------------------------- | ----------------------------------------- |
| 1.                           | 30.09.2017                   | Gaborone                     | Botswana                     | Etiopia                      | 2:0                          |                              | Mecz towarzyski                           |
| 2.                           | 24.03.2018                   | Gaborone                     | Botswana                     | Lesotho                      | 1:0                          |                              | Mecz towarzyski                           |
| 3.                           | 18.04.2018                   | Harare                       | Zimbabwe                     | Botswana                     | 0:1                          |                              | Mecz towarzyski                           |
| 4.                           | 13.10.2018                   | Wagadugu                     | Burkina Faso                 | Botswana                     | 3:0                          |                              | Puchar Narodów Afryki 2019 – kwalifikacje |
| 5.                           | 18.11.2018                   | Nawakszut                    | Mauretania                   | Botswana                     | 2:1                          | Gol                          | Puchar Narodów Afryki 2019 – kwalifikacje |
| 6.                           | 30.09.2019                   | Aleksandria                  | Botswana                     | Liberia                      | 0:0                          |                              | Mecz towarzyski                           |
| 7.                           | 14.10.2019                   | Francistown                  | Egipt                        | Gwinea                       | 1:0                          |                              | Mecz towarzyski                           |
| 8.                           | 14.11.2019                   | Harare                       | Zimbabwe                     | Botswana                     | 1:0                          |                              | Puchar Narodów Afryki 2021 – kwalifikacje |

## Sukcesy

### Gilport Lions FC
- Botswańska Premier League (1×): 2011/2012